# Anžič
Anžič je slovenski priimek:

## Znani nosilci priimka
- Alenka Potočnik Anžič, košarkarica
- Ana Nuša Anžič, košarkarica
- Andrej Anžič (17. stol./1620–?), jezuit, dramatik
- Andrej Anžič (*1947), policist, politolog/varstvoslovec, prof., državni sekretar
- Anton Anžič (1891–1965), nabožni pisec, prevajalec
- Irena Anžič (prej Zdolšek) (*1985), citrarka
- Ivanka Anžič Klemenčič (1876–1960), prva slovenska poklicna novinarka in pripovednica
- Ljudmila Anžič (*1970), redovnica, misijonarka v Kambodži
- Robert Anžič, reševalec (jamski, podvodni, iz ruševin)
- Roman Anžič, kapitan fregate SV
- Sonja Anžič (*1963), arhivistka